# 重工街道
重工街道，是中华人民共和国辽宁省沈阳市铁西区下辖的一个乡镇级行政单位。

## 行政区划
重工街道下辖以下地区：
水源社区、建业社区、富祥园社区、省安社区、零公里社区、南七社区、南十社区、重工北社区、重工南社区、花苑社区、肇工社区、建设社区、第一城社区、创意社区、星光社区、开发社区、育工社区、启飞社区、佳华社区、东城社区和花千树社区。